# 大石桥市
大石桥市是中华人民共和国辽宁省营口市下辖的县级市。位于辽东半岛西北部。因盛产镁矿，有「中国镁都」的称号。市人民政府駐鎂都街道。

## 历史沿革
民国二年（1913年）始建营口县，1938年撤销营口县，分属海城、盖县两县所辖，1946年4月复立营口县，1992年11月28日撤销营口县设大石桥市（县级市）。

## 行政区划
大石桥市下辖4个街道办事处、13个镇：
金桥街道、钢都街道、南楼街道、镁都街道、水源镇、沟沿镇、石佛镇、高坎镇、旗口镇、虎庄镇、官屯镇、博洛铺镇、永安镇、汤池镇、建一镇、黄土岭镇和周家镇。

## 人口
截至2020年11月1日零時，大石橋市常住人口為607098人。

## 交通
沈大高速公路、沈大和京沈连线高速公路、哈大公路（ 202国道）、沈大铁路纵贯全境。

## 特产
博洛铺小米：中国地理标志产品。

## 名人
Category: 大石桥人